# Republiken Förenade Nederländerna

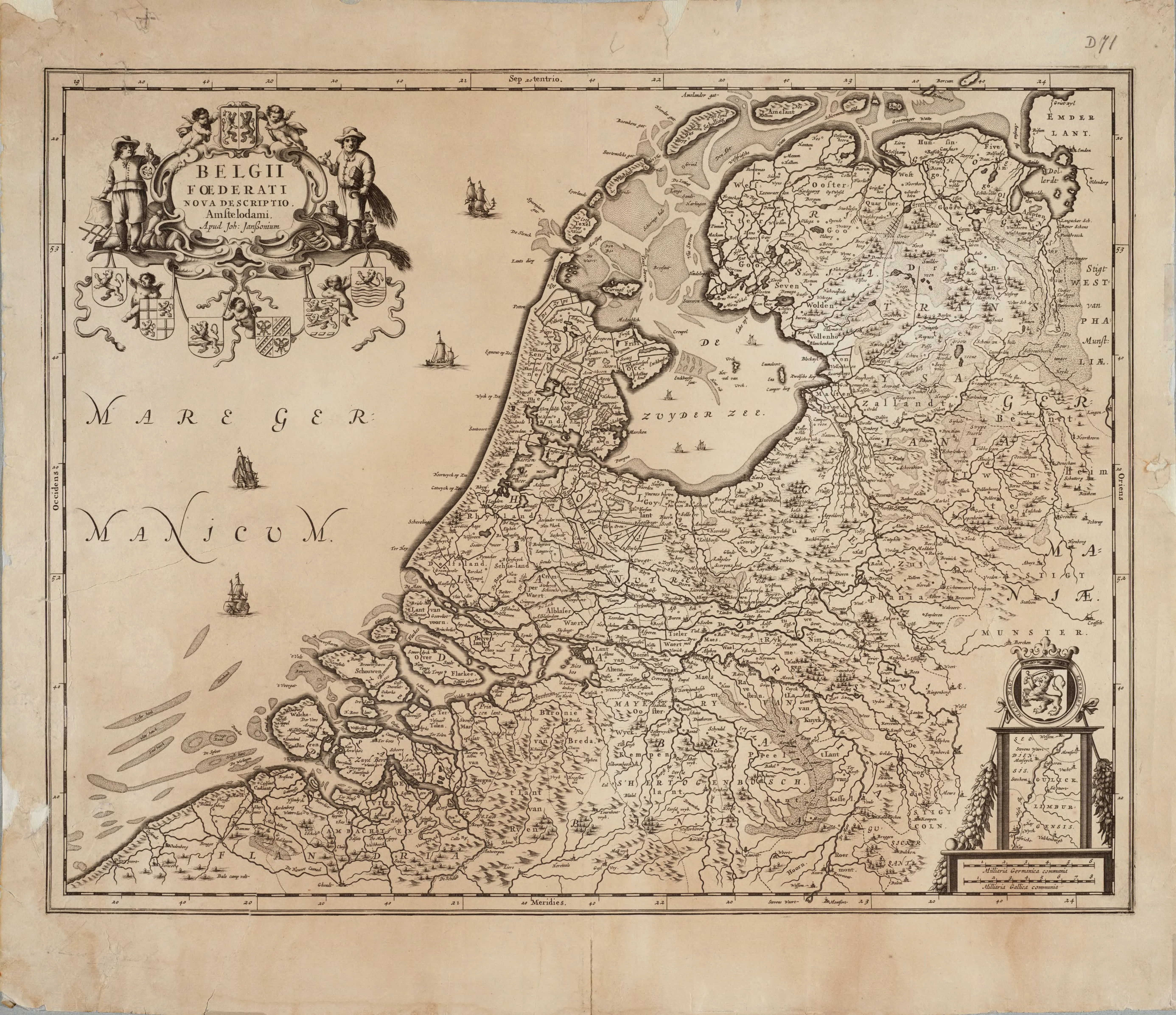
Nederländsk karta från 1658.

Republiken Förenade Nederländerna (nederländska: Republiek der Zeven Verenigde Nederlanden), var en förbundsrepublik i Västeuropa under tidigmodern tid, som var föregångare till dagens Nederländerna. Huvudstad var Haag, och staten existerade åren 1581–1795.

## Politisk geografi

### Provinser
Republiken Förenade Nederländerna var en lös konfederation av halvt självständiga stater.
- Hertigdömet Gelderland
- Grevskapet Holland
- Grevskapet Zeeland
- Herradömet Utrecht
- Herradömet Overijssel
- Herradömet Friesland
- Herradömet Groningen
- Grevskapet Drenthe

### Territorier
Ett antal territorier (Generaliteitslanden) styrdes direkt av den förenade republiken:
- Staats-Brabant
- Staats-Vlaanderen
- Staats-Limburg
- Staats-Oppergelre
- Westerwolde var formellt ett generalitetsland, men styrdes i praktiken av Groningen.

### Kondominium
Staden Maastricht var ett kondominium mellan Förenade Nederländerna och Furstbiskopsdömet Liège.

## Historia
I Spanska Nederländerna startade ett uppror lett av Vilhelm I av Oranien, som ledde till spansk-nederländska kriget, där provinserna vann sin självständighet. Med unionen i Utrecht bildades en republik som kom att bestå fram till franska revolutionen, då landet 1795 ockuperades av franska trupper med hjälp av lokalbefolkning. Dessa grundade den bataviska republiken, som var en del av den första franska republiken.

## Religion
Förenade Nederländerna hade formellt religionsfrihet, men katolicismen förbjöds i flera provinser, och den reformerta kyrkan blev snart statsreligion.

## Statsskick
Det fanns ingen permanent centralregering i Förenade Nederländerna, utan centralmakten utövades av generalstaterna vilken bestod av delegater från provinsständerna. Politiken i Förenade Nederländerna dominerades dels av ståthållaren vilken i krig var överbefälhavare, dels av grevskapet Holland vilken stod för 60 % av alla republikens inkomster. Holland i sin tur dominerades av rivaliteten mellan Amsterdam och Rotterdam. Varje provins fastställde sina egna skatter och skatteuppbörd. Det fainns ingen enhetlig lagstiftning över hela republiken, inga gemensamma domstolar eller högsta domstolar. Republiken hade inte heller någon enhetlig valuta.

### Den förenade republiken
| Provinsernas bidrag till republikens budget |        |
| Provins                                     | Bidrag |
| Holland                                     | 58,3 % |
| Friesland                                   | 11,7 % |
| Zeeland                                     | 10 %   |
| Utrecht                                     | 5,8 %  |
| Gelderland                                  | 3,6 %  |
| Overijjsel                                  | 3,5 %  |
| Groningen                                   | 3,5 %  |
| Drenthe                                     | 0 %    |

#### Generalstaterna
Republikens lagstiftande och verkställande makt var förenad i generalstaterna (generalständerna) vilken bestod av representanter för alla provinser utom Drenthe. Varje provins hade en röst även om den representerades av flera delegater. Delegaterna utnämndes av provinsständerna i respektive provins. Innan beslut fattades konsulterade delegaterna ofta sina ständer för att få direktiv om hur de skulle ställa sig i de frågor som kom upp. Generalstaterna sammanträdde 16-28 dagar varje månad i Binnenhof i Haag. Ordförandeskapet roterade mellan provinserna. Generalstaterna ansvarade för utrikespolitiken, förklarade krig, slöt fred, ansvarade för armén och flottan samt fastställde tullavgifternas storlek. I inrikes angelägenheter var provinserna suveräna.

#### Statsrådet
Statsrådet (Raad van State) administrerade armén, fästningarna och generalitetslanden. Det bestod av 12 ledamöter. Till 1593 ingick även två engelska ledamöter; till 1625 en, den engelska ambassadören. Efter 1625 bestod det av Ståthållaren som generalkapten, Holland hade tre statsråd (av vilka ett var den holländske rådspensionären), Zeeland och Utrecht hade två var och Friesland, Overijssel och Groningen en var. Statsrådets makt var begränsat; den verkliga makten låg hos generalstaterna och rådspensionären. Under statsrådet lydde Hoge Krijgsraad, det höga krigsrådet vilket var en permanent sittande krigsrätt.

#### Generalitetsräknekammaren
Generalitetsräknekammaren var översta revisionsorgan för republikens och provinsernas inkomster och utgifter.

#### Amiralitetsrådet
Amiralitetsrådet hade ansvar för flottorna. Det bestod av prinens av Oranien som ärftlig generalamiral, en amirallöjtnant vilken var den verklige sjömilitäre överbefälhavaren till sjöss, och den holländske rådspensionären vilken utövade ett större inflytande över flottorna än över armén, särskilt när generalamiralsämbetet var obesatt.

### Provinserna
De åtta provinserna styrdes av sina ständer. I ständerna möttes representanter för städerna, ridderskapet och landsbygdsdistrikten i olika kombinationer, som varierade mellan de olika provinserna. Endast i Utrecht var kyrkan representerad och då med mindre inflytande än de övriga stånden. Ständerna hade både lagstiftande och verkställande makt. I i vissa provinser fanns det dock särskilda regeringar som ansvarade för den verkställande makten; i Gelderland fanns det tre regeringar, ett för vart och ett av statens geografiska tredjedelar.

#### Gelderland
Ständerna i Gelderland bestod av delegater från nio städer och från ridderskapet, varje delegation med en röst. För vart och ett av Gelderlands tre kvarter fanns som regering ett deputationskollegium (College van Gedeputeerde Staten) med tre ledamöter från ridderskapet och tre från städerna. Som beredande organ för ständerna fungerade ett särskilt utskott, Landskapstavlan (Landschapstafel). Gelderland var det enda land där hovrätten (Hof van Gelderland) hade ett politiskt inflytande; då det fanns flera regeringar representerade hovrätten suveräniteten när ständerna inte möttes.

#### Holland

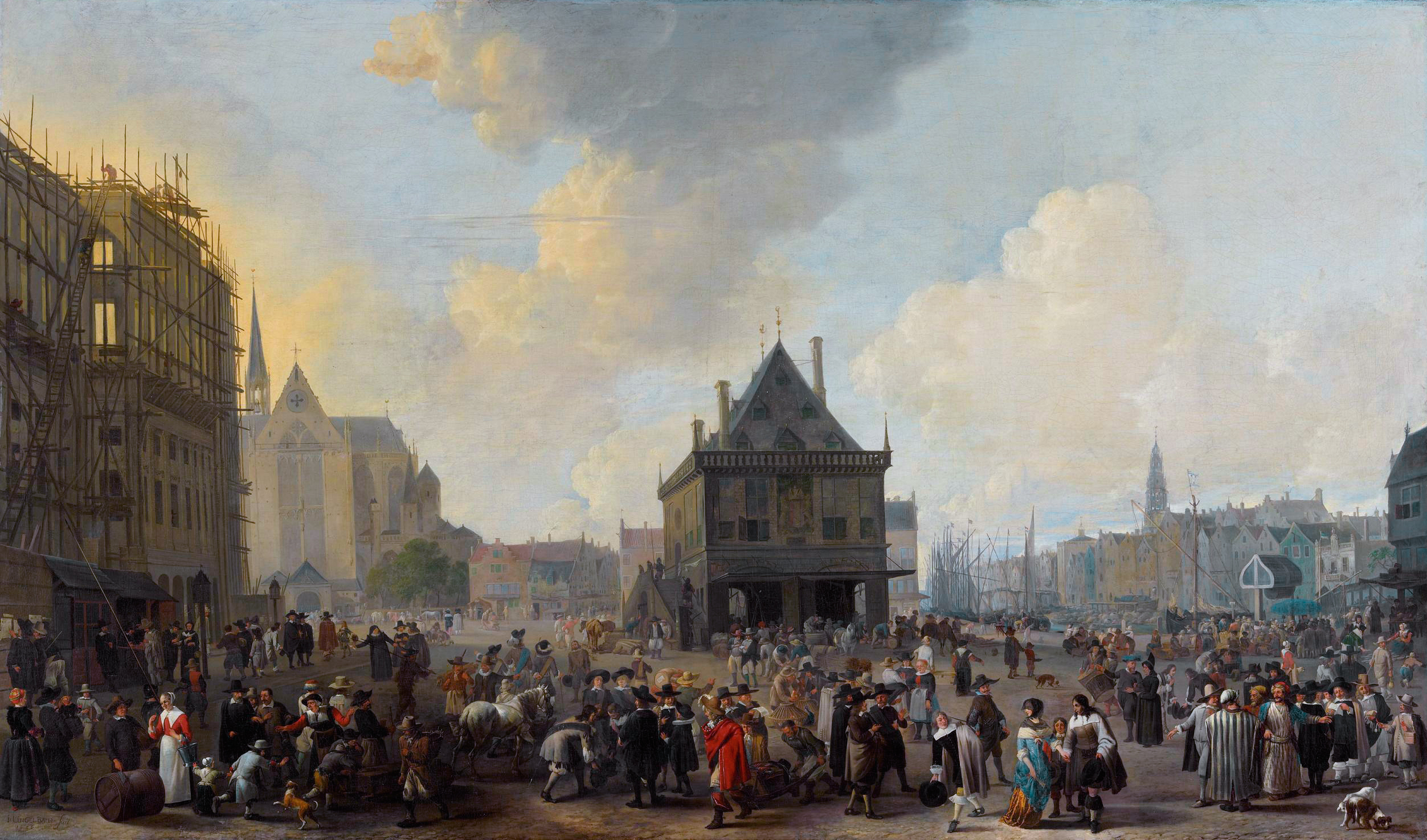
Stadshuset i Amsterdam under byggnad 1656.

De holländska ständerna bestod av delegater från det holländska ridderskapet och 18 städer. Riddarståndet och varje stad hade vardera en röst. Rådspensionären var ständernas talman. Varje stad ansvarade för en del av ständernas budget inklusive de bidrag som gick till republikens budget. Amsterdam stod för närmare hälften av de holländska ständernas budget. Det innebar att republikens budget till 25 % ensamt finansierades av denna stad. Den verkställande makten utövades av två ständerutskott, Gecommitteerde Raden, ett för Nordholland och ett för Sydholland, vilka förberedde de ärenden som behandlades i ständerna.

#### Zeeland
De zeeländska ständerna bestod av delegater från sex städer. Prinsen av Oranien utsåg rådmännen i tre av dessa och kontrollerade därför också deras delegationer till ständerna. Han var själv också förste (och ende) adelsman i provinsen och var som sådan ett stånd med en röst. Han förfogade sålunda över fyra av sju röster i de zeeländska ständerna. Ett Gecommitteerde Rad fungerade som beredande och verkställande organ (regering).

#### Utrecht
I Utrechts ständer utgjorde staden Utrecht med fyra omländer ett stånd, de sekulariserade kapitlen vid Utrechts fem huvudkyrkor ett och ridderskapet ett. Det kyrkliga ståndets röst var av mindre värde.  Ett deputationskollegium (College van Gedeputeerde Staten) fattade de dagliga regeringsbesluten.

#### Overijsell
Overijsells ständer bestod av delegater från tre städer och ridderskapet, varje delegation med en röst. Ett deputationskollegium (College van Gedeputeerde Staten) utövade regeringsmakten.

#### Friesland

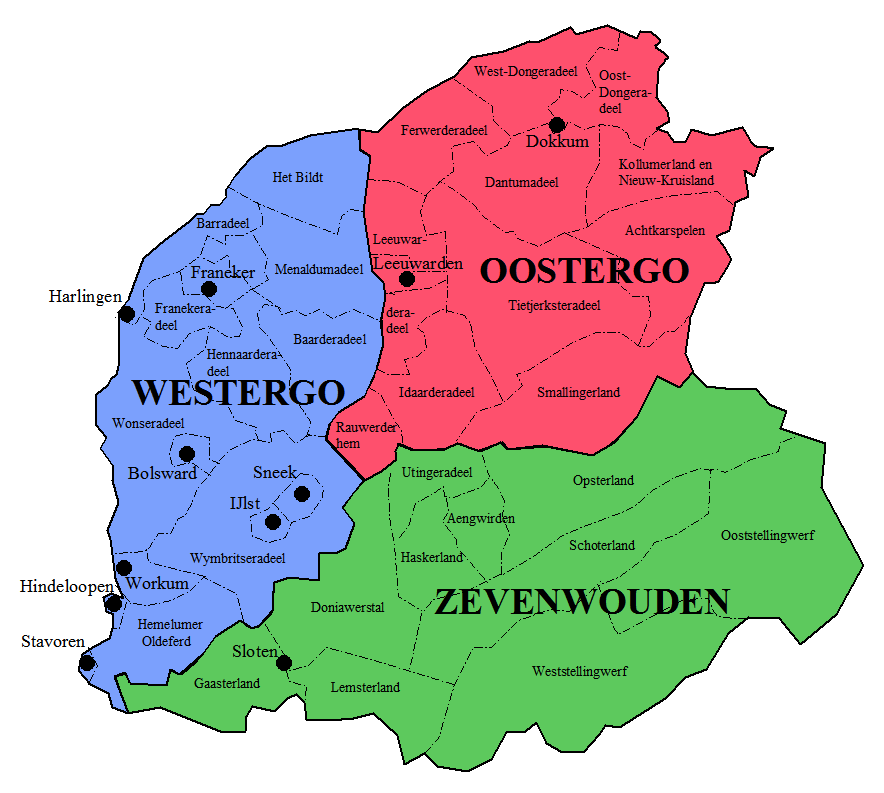
Frieslands tre territoriella kvarter.

Friesland bestod av tre landsbygdskvarter med sammanlagt 30 fögderier (baillage); varje fögderi valde två representanter till ständerna. Unikt nog valdes dessa med allmän manlig rösträtt. Städerna bildade ett fjärde kvarter som sände två representanter från varje stad. Varje kvarter hade en röst i ständerna. Ett deputationskollegium (College van Gedeputeerde Staten) utövade regeringsmakten medan ett särskilt utskott, Mindretalet (Mindergetal), beredde de ärenden som ständerna behandlade. Mindretalet torde ha fått sitt namn av att det bestod av färre ledamöter än själva ständerförsamlingen.

#### Groningen
Groningen var en stadsrepublik baserad på staden Groningen, som utövade den lagstiftande och verkställande makten. Deputationskollegiet (College van Gedeputeerde Staten) bestod av tre ledamöter från staden och ett från vart och ett av omlandets tre kvarter.

#### Drenthe
Ständerna i Drenthe bestod av representanter för ridderskapet och den jordägande allmogen. Provinsen saknade representationsrätt i generalstaterna.

### Ståthållaren

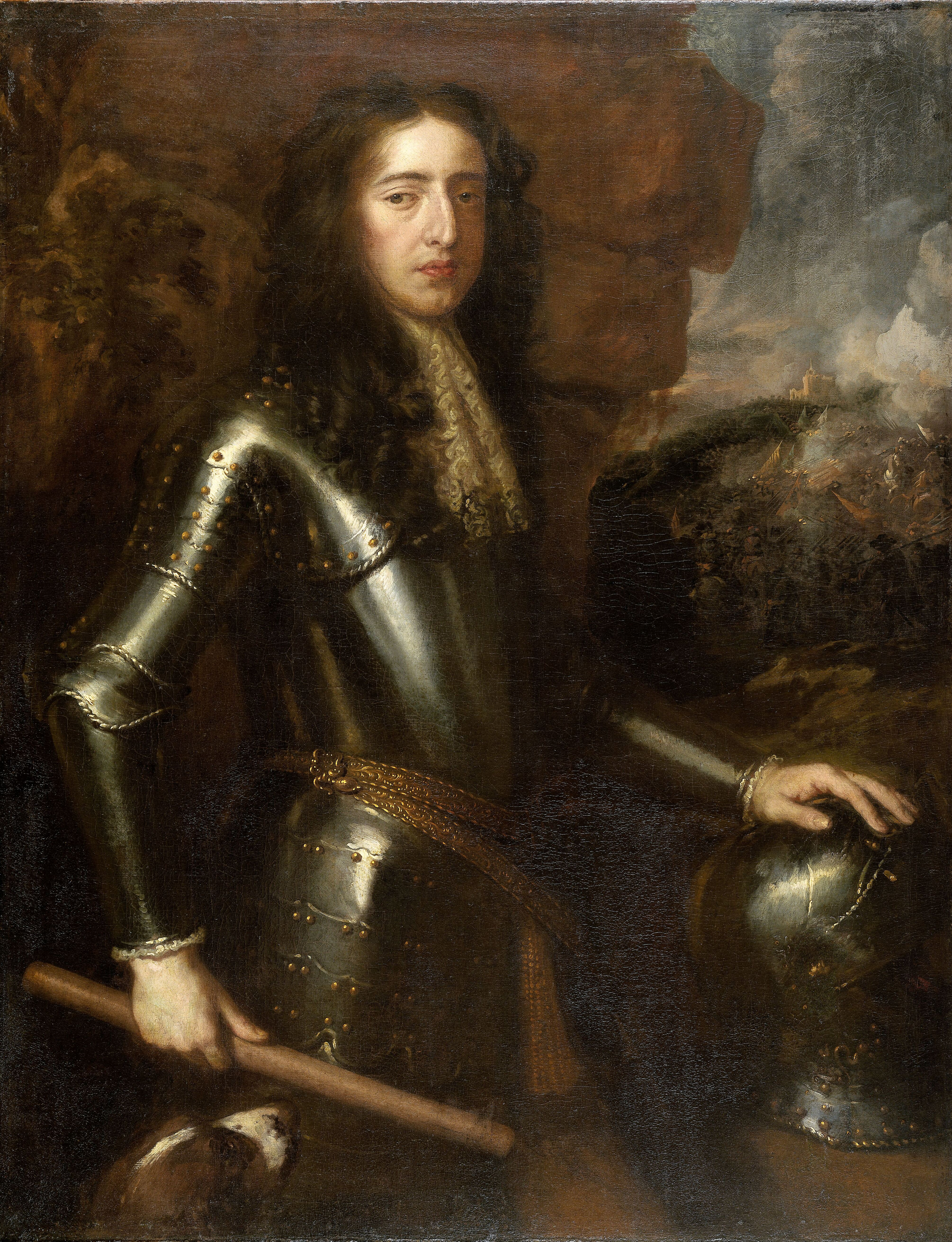
Wilhelm Henrik av Oranien, de Förenade Nederländernas generalkapten och ståthållare över Holland, Zeeland, Utrecht, Gelderland och Overijssel.

Ståthållarämbetet var ett arv från Burgund och Spanska Nederländerna. Under republiken valdes ståthållarna formellt av varje provins. Ämbetet blev dock i praktiken ärftligt i huset Oranien (med kvinnlig arvsrätt 1747). Som förste ädling hade prinsen säte i Zeelands ständer, därutöver kunde ståthållaren i de olika provinserna utnämna lägre ämbetsmän, godkänna valet av städernas rådmän och utse borgmästare bland de kandidater som städerna fört fram. Därigenom kunde prinsen skaffa sig ett lokalt politiskt stöd som även kom att representeras i provinsständerna. Överbefälet över republikens armé utövades av en generalkapten formellt vald av generalstaterna, men i praktiken ett ärftligt ämbete som tillkom prinsarna av Oranien och som kom att vara förenat med ståthållarämbetet. Mellan 1650 och 1672 var det bara Friesland och Groningen som hade ståthållare. Mellan 1742 och 1747 saknade Holland, Zeeland och Utrecht ståthållare. En av de mest kända ståthållarna var Wilhelm Henrik av Oranien, sedermera kung av England och Skottland.

### Rådspensionären

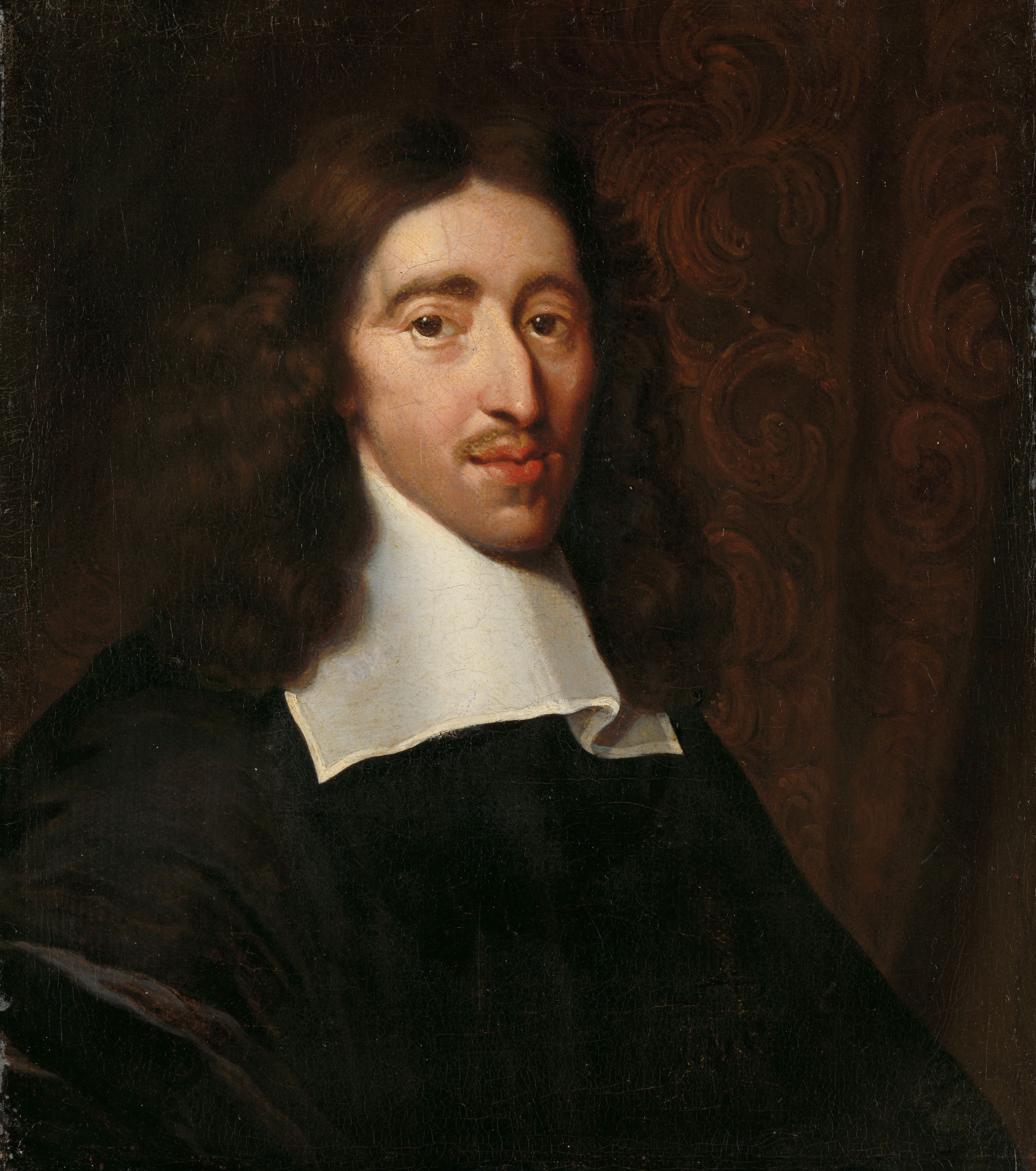
Johan de Witt, Hollands rådspensionär 1653-1672.

Hollands politiska inflytande över republiken fick sitt mest tydliga uttryck genom den holländske rådspensionärens starka politiska ställning. Rådspensionären (Raadspensionaris) var grevskapet Hollands ledande ämbetsmän och högste juriskonsult, talman i de holländska landsständerna, ledamot av statsrådet och ledare för den holländska delegationen i generalstaterna. Från början utsågs rådspensionären av det holländska ridderskapet, men senare av staden Dordrecht, Hollands äldsta (men inte största och viktigaste) stad. Ämbetet kom i praktiken att utvecklas till ett regeringschefsämbete för hela den nederländska republiken. Rådspensionären stod ofta i motsatsförhållande till ståthållaren. Några av de mest kända rådspensionärerna var Johan van Oldenbarnevelt och Johan de Witt.

## Politik

### Politiska fraktioner före 1747
Politiken i Republiken dominerades av motsättningen mellan två politiska falanger, de ständersinnade (staatsgezinde) och de prinssinnade (prinsgezinde). De förra kallade sig "Den sanna friheten" och formerade sig kring den holländske rådspensionären. Dess kärna var några tusen "regenter" eller rådmän från de holländska köpstädernas slutna oligarkier. De senare formerade sig kring prinsarna av Oranien; av sina motståndare fick de namnet het grauw (pöbeln.) 
| Fraktion       | Huvudidé                                                                                             | Konstitutionella idéer | Praktisk politik                                                                     | Socioekonomisk och geografisk förankring          | Religiös förankring                 |
| -------------- | --- | ---------------------- | ------------------------------------------------------------------------------------ | ------------------------------------------------- | ----------------------------------- |
| Ständersinnade | Republikanism Anti-monarkism Religiös tolerans                                                       | Makt åt provinserna    | Kommersiell expansion Kolonial expansion Flottan Ostindiska kompaniet Östersjöhandel | Borgare Kapitalister Amsterdam Holland            | Arminianism Remonstranter           |
| Prinssinnade   | Prinsarna av Oranien som en motvikt mot den borgerliga oligarkin i framförallt Holland och Amsterdam | Makt åt republiken     | Territoriell expansion Armén Västindiska kompaniet Handel med Sydeuropa              | Allmogen Militären Ridderskapet Friesland Zeeland | Ortodox kalvinism Antiremonstranter |

### Politiska fraktioner från 1747
Efter prinsen av Oraniens återkomst som ståthållare 1747 formerade sig oppositionen mot honom i det patriotiska partiet, då fler och fler av de ständersinnade började stödja prinsen. Efter den franska invasionen av Nederländerna 1795 grundade patrioterna med hjälp av den franska arméns bajonetter den Bataviska republiken som en fransk satellitstat.
| Fraktion   | Huvudidé      | Konstitutionella idéer                               | Socioekonomisk förankring           | Flagga |
| ---------- | ------------- | ---------------------------------------------------- | ----------------------------------- | ------ |
| Patrioter  | Republikanism | Religionsfrihet Avskaffande av ärftliga ämbeten      | Medelklass Borgerlig överklass Adel |        |
| Orangister | Monarki       | Bevarande av existerande konstitutionella strukturer | Adel Lägre klasserna                |        |

## Armén

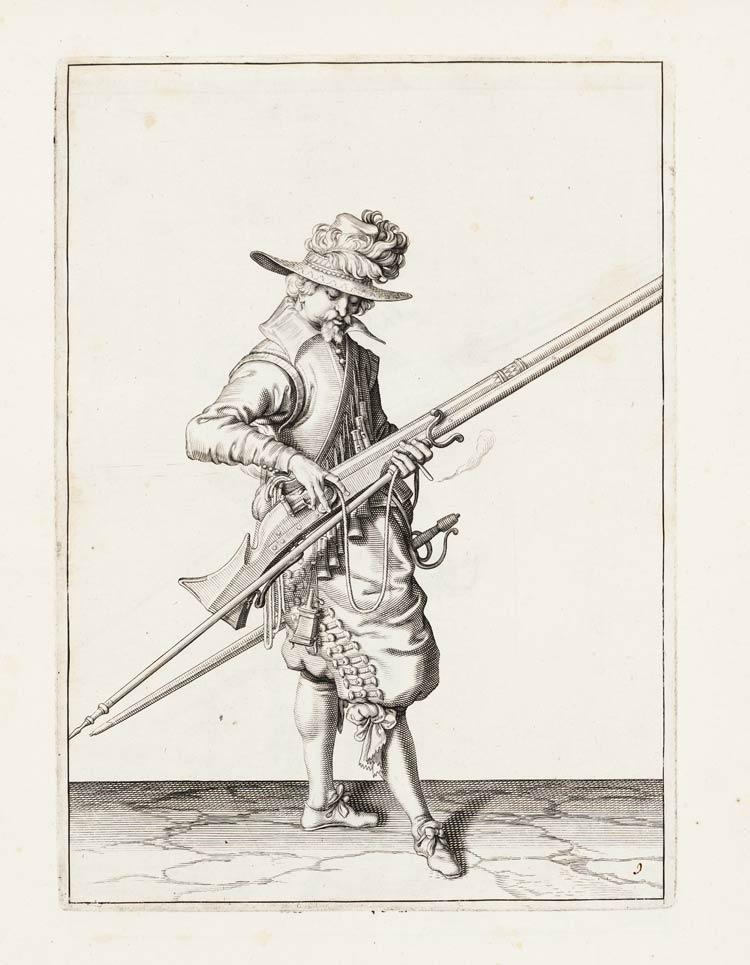
Nederländsk musketerare 1607.

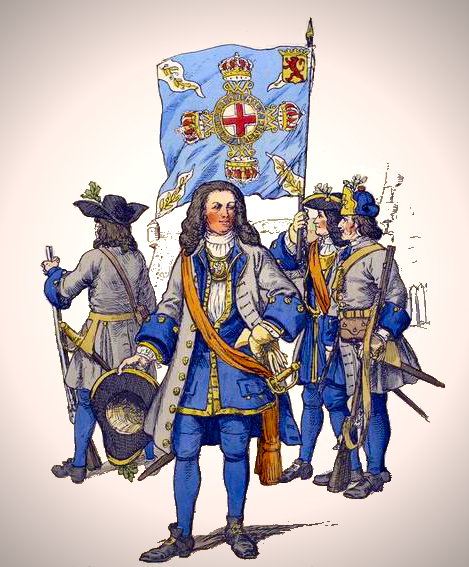
Nederländskt infanteri under Spanska tronföljdskriget.

Förenade Nederländernas armé eller Ständerarmén  (Staatse leger) var en legoknektsarmé, som i effektivet och storlek kunde mäta sig med stormakternas under hela 1600-talet.
| Storleken på Förenade Nederländernas armé |              |                          |               |
| År                                        | Ständerarmén | Spanska armén i Flandern | Franska armén |
| 1588                                      | 20,500       | 63,455                   | 50,000        |
| 1607                                      | 62,000       | 49,765                   | 10,000        |
| 1621                                      | 55,000       | 62,600                   |               |
| 1635                                      | 70,000       | 63,258                   | 200,000       |
| 1648                                      | 60,000       | 65,458                   |               |
| 1650                                      | 30,000       |                          |               |
| 1667                                      | 53,000       |                          | 134,000       |
| 1672                                      | 90,000       |                          | 280,000       |
| 1680                                      | 40,000       |                          | 165,000       |
| 1689                                      | 102,000      |                          | 420,000       |
| 1700                                      | 45,000       |                          | 140,000       |
| 1712                                      | 119,000      |                          | 380,000       |
| 1792                                      | 44,000       |                          |               |
| 1793                                      | 60,000       |                          |               |

- Se även: Danska trupper i nederländsk tjänst under det spanska tronföljdskriget

## Flottan

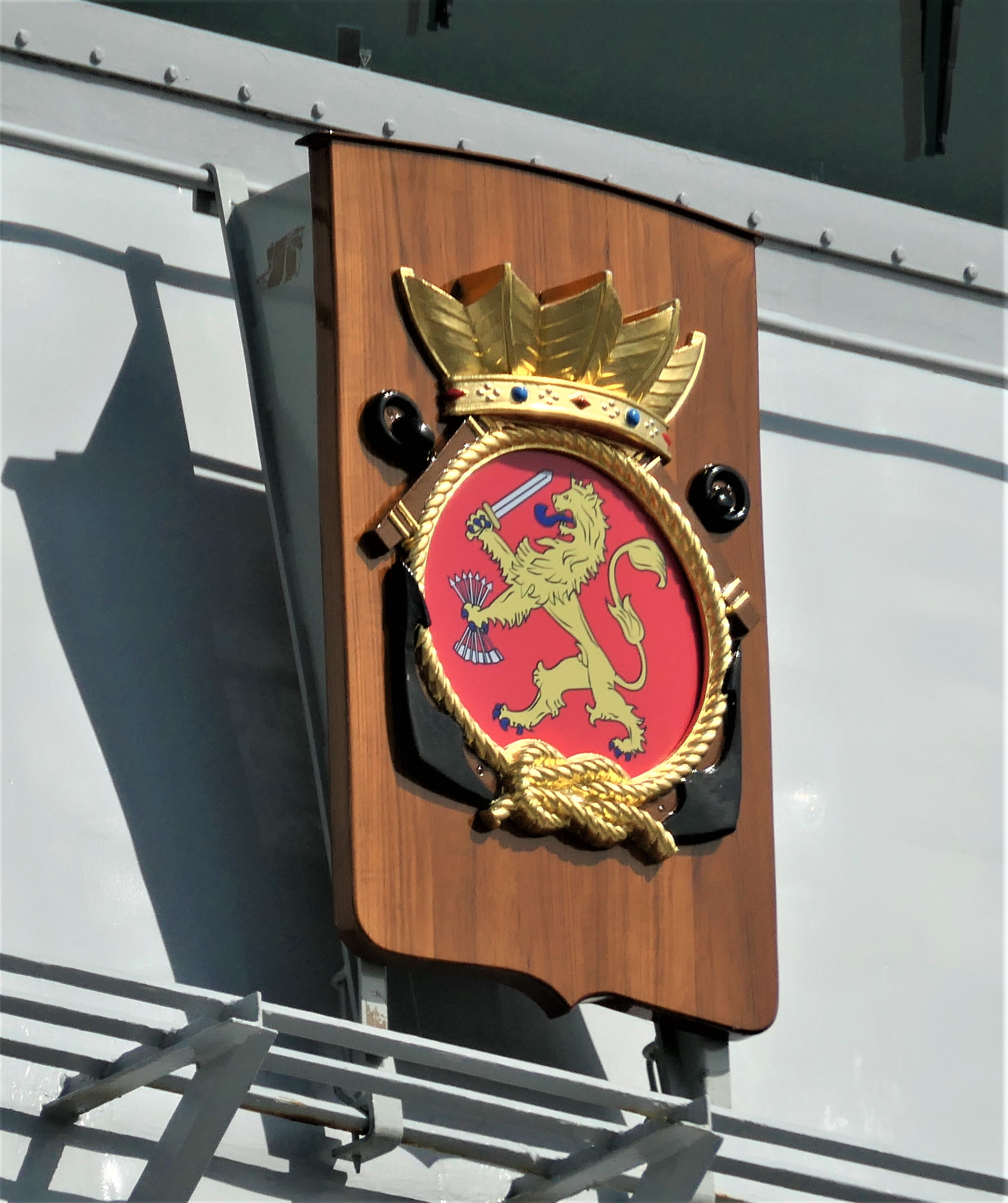
Republiken Förenade Nederländernas vapen på kommandobryggan till fregatten De Zeven Provinciën (F802). Vapnet används fortfarande av nederländska flottans fartyg, som bär på namnet De Zeven Provinciën.

Den nederländska örlogsflottan, Staatse Vloot, var under sextonhundratalet Europas mest framgångsrika örlogsflotta. Det var också under denna period en av Europas största örlogsflottor.

## Ekonomi

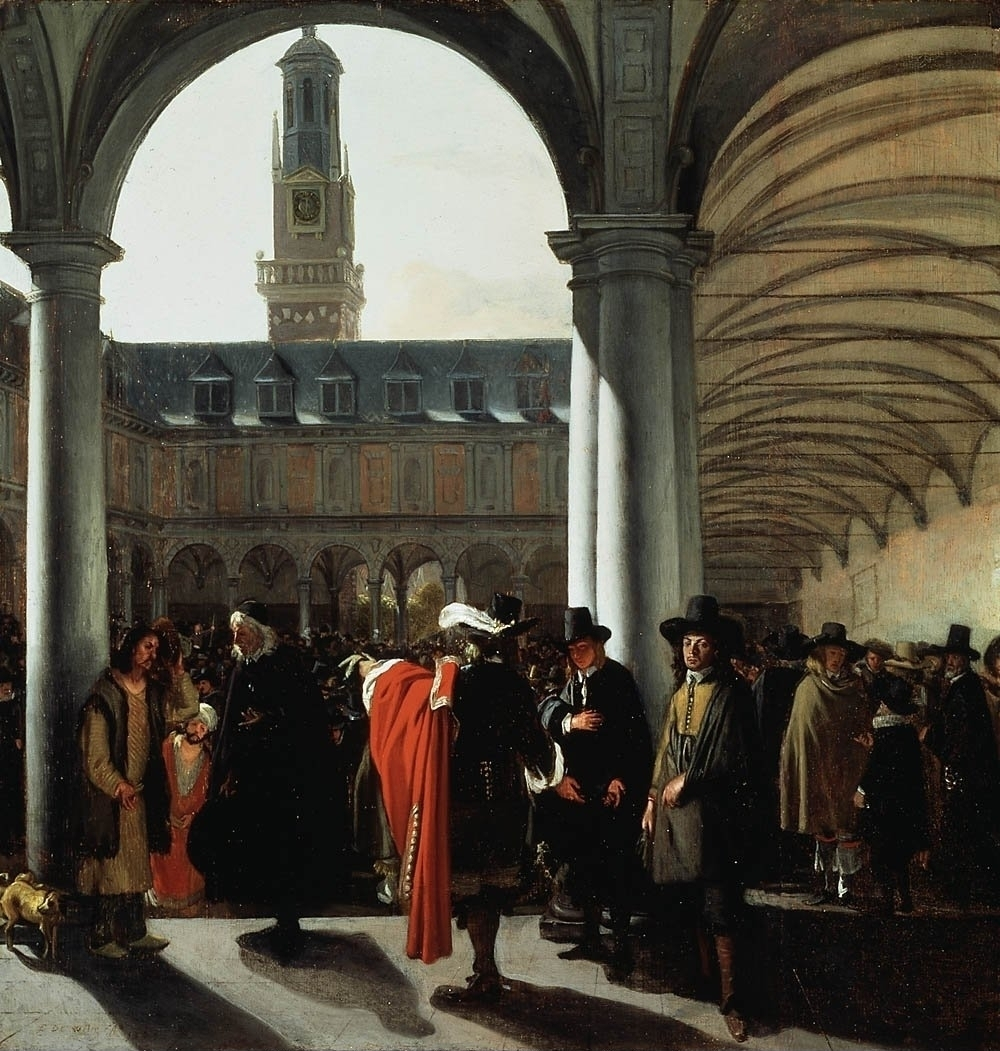
Börsen i Amsterdam 1653.

Under självständigheten upplevde Nederländerna stark tillväxt, och blev ett centrum för handel, kultur och vetenskap. Landets koloniala expansion ägde framförallt rum genom Nederländska Ostindiska Kompaniet och Nederländska Västindiska Kompaniet.